# 松江花鳥園
松江花鳥園為位於日本島根縣松江市宍道湖北岸大垣町地區，以「花」及「鳥」為主題的主題公園。
過去官方沒有使用中文名稱時，由於日文原文中的為德文的之發音，意思即為「鳥」，因此中文媒體曾依據其日文發音將其翻譯為「松江沃格爾公園」，或依據字面意思翻譯為「松江鳥園」 ；目前該園官方已使用「松江花鳥園」作為中文名稱。
園區內的主題為「花」及「鳥」，設有以鳥類為主題的水鳥溫室、熱帶鳥溫室、水鳥池，及1個以花卉為主題面積達8,000平方公尺，溫度維持在攝氏20度上下的中央溫室，各建築之間以設有屋頂的步道相連，同時園方每天固定安排貓頭鷹、老鷹、遊隼的飛行表演及企鵝的散步。
在園內的高處，設有標高達53公尺的「國引展望台」（くにびき展望台），可從園區內眺望宍道湖，天氣好時可以看見位於鳥取縣的大山。

## 歷史
松江花鳥園為松江市招攬企業共同合作建立，最初由松江市政府與身為鳥類收藏家及園藝專家的加茂元照合作，市政府出資約58億日圓，加茂元照設立的「加茂公司」（カモ）出資約15億，於2001年7月開幕；開幕同時，一畑電氣鐵道也北松江線通過園區前方的路段設立了松江花鳥園車站。
2006年導入指定管理者制度後，由松江市政府指定加茂公司為管理者負責營運。
營運第一年的入園人數約有36萬人，但隔年起開始降至約20萬人，但後來先是受到禽流感的影響，2011年日本又遭到311大地震的，讓2011年當年結算的入園人數更急速下滑到15萬人不到。此後加茂公司的營運狀況持續惡化，到2015年3月時累積負債已達到5.5億日圓，因而宣布破產。
之後由松江市政府以7,500萬日圓將屬於加茂公司的建物及設備買下，並在4月將松江花鳥園交由一畑電氣鐵道新設立的子公司一畑園（一畑パーク）營運。

## 相關照片

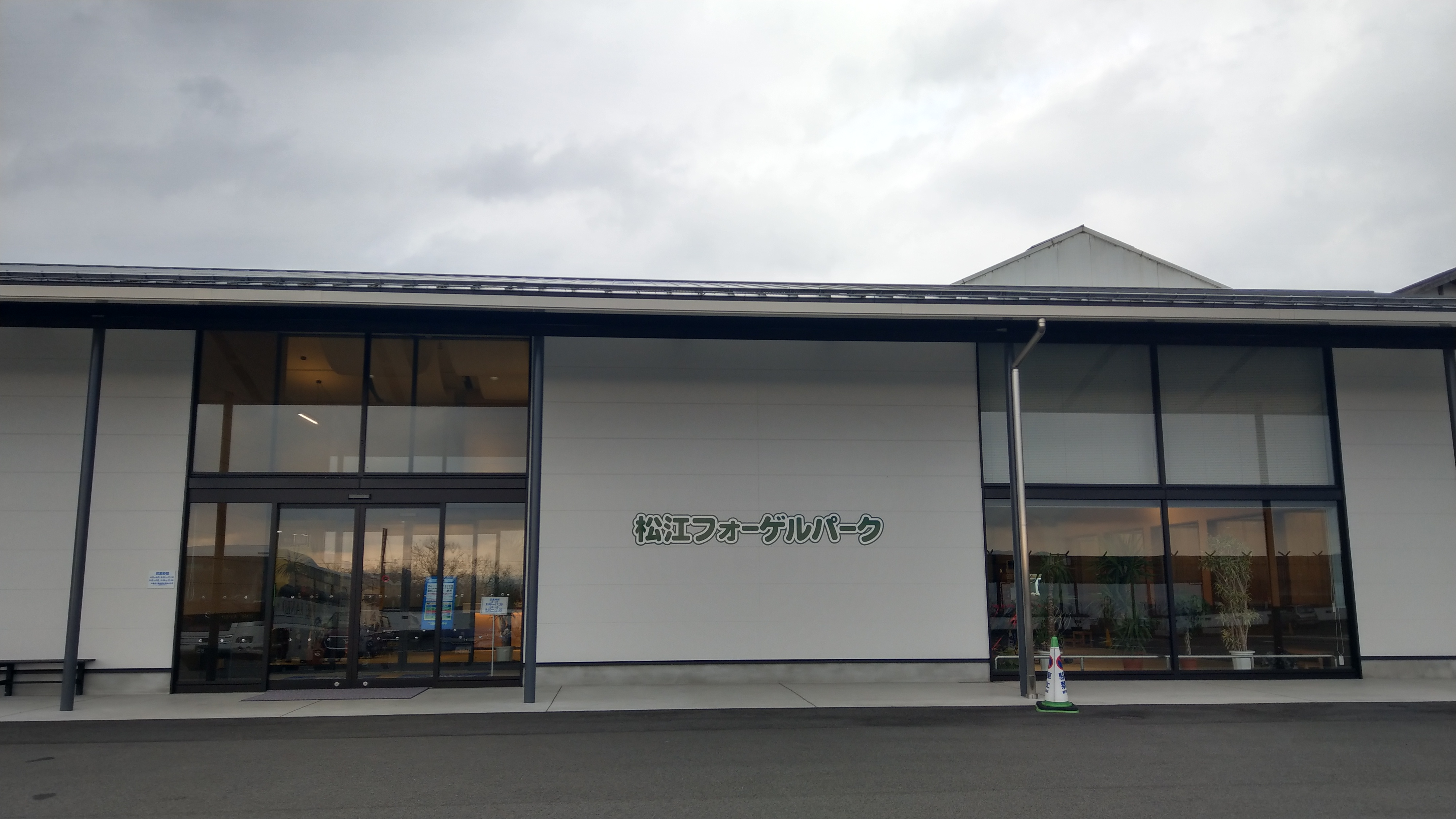
園區入口
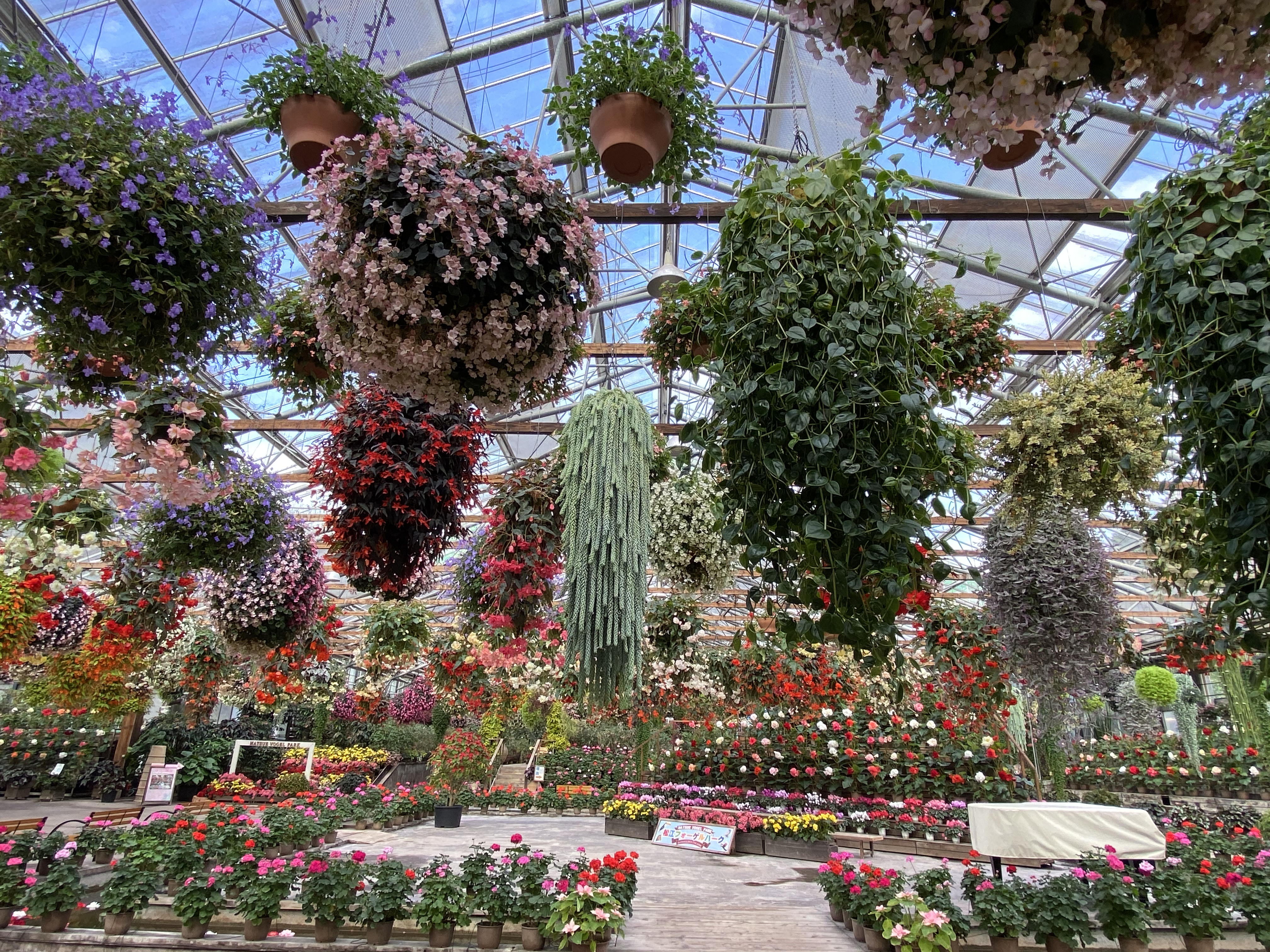
園內中央溫室內的花卉
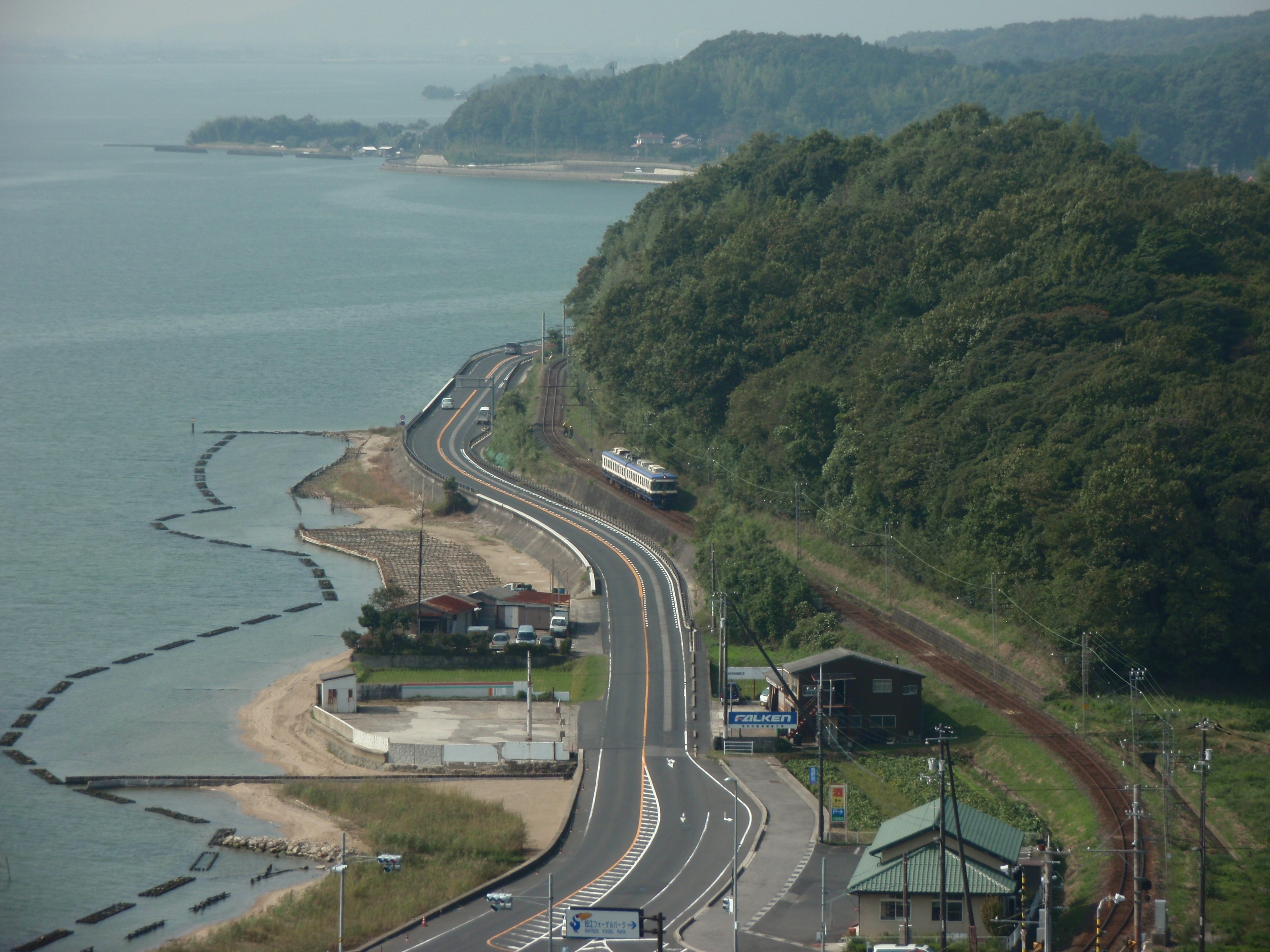
在園內的國引展望台往西看到的宍道湖及湖岸邊在北松江線上行駛的列車
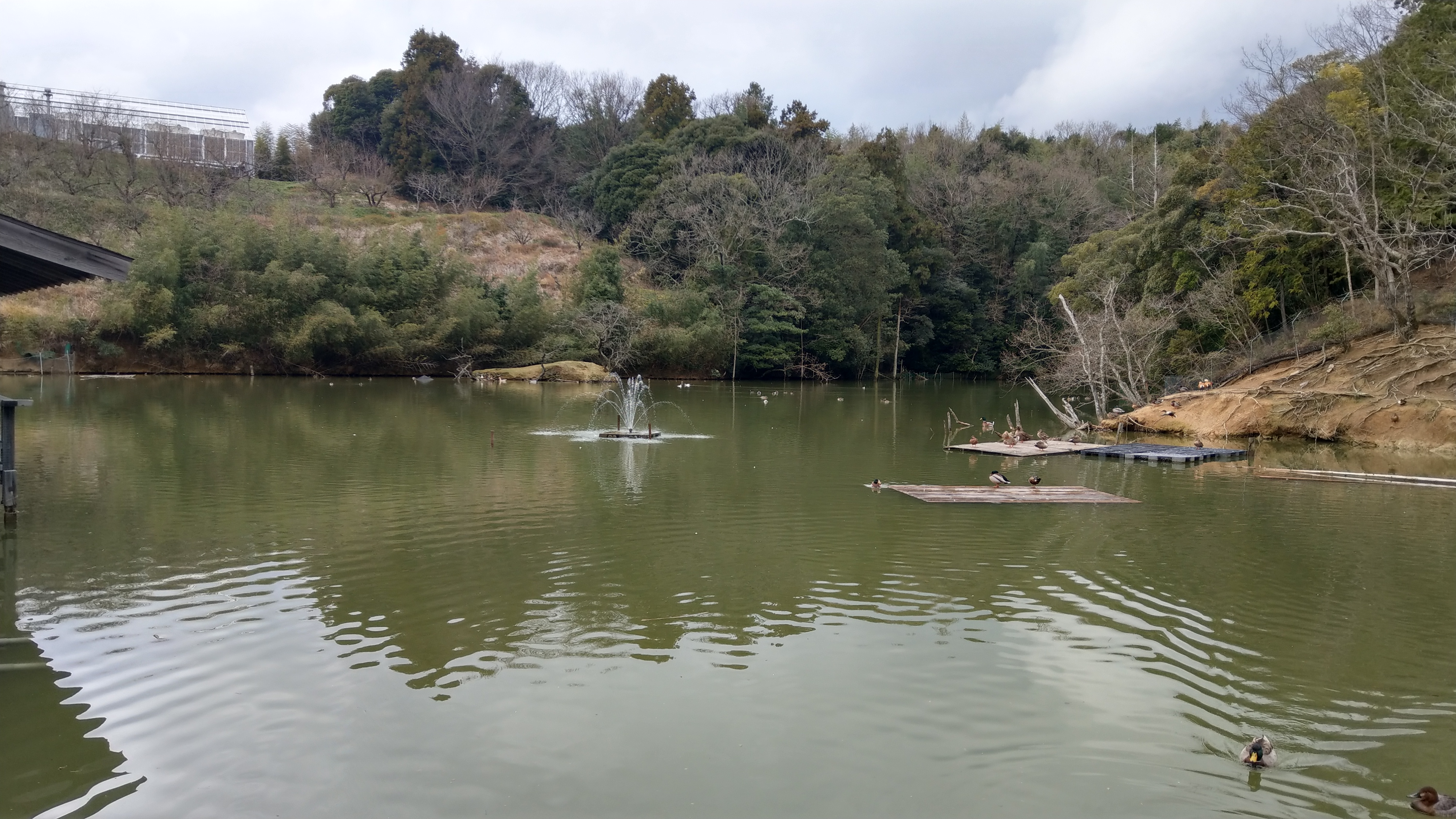
園內水鳥池

## 外部連結
- （繁體中文） 松江花鳥園 （页面存档备份，存于）
- （简体中文） 松江花鸟园 （页面存档备份，存于）
- （日語） 松江花鳥園的X（前Twitter）